# Invicta Cars
Invicta Cars war ein britischer Hersteller von Automobilen.

## Unternehmensgeschichte
Das Unternehmen wurde 1982 von mehreren Geschäftsleuten in Plymouth in der Grafschaft Devon gegründet. Die Produktion von Automobilen und Kits begann. Der Markenname lautete Invicta. 1984 endete die Produktion. Triple C Challenger Cars setzte die Produktion eines Modells fort. Insgesamt entstanden etwa vier Exemplare.

## Fahrzeuge
Ein Modell war der Tourer. Dies war ein Tourenwagen im Stile der 1930er Jahre, entworfen von William Towns. Die Basis bildete der Jaguar XJ 6. Von diesem Modell entstanden zwischen 1982 und 1984 zwei Exemplare.
Der Tredicim ähnelte dem Jaguar XJ 13, war aber keine direkte Nachbildung, da er länger und breiter war. Zwischen 1983 und 1984 fertigte Invicta zwei Exemplare, Triple C anschließend ein weiteres.